# 峨眉双蝴蝶
峨眉双蝴蝶（学名：Tripterospermum cordatum）为龙胆科双蝴属下的一个种。